# Kocioł pod Saturnem
Kocioł pod Saturnem – zagłębienie terenu (kocioł) w Wąwozie Kraków w Dolinie Kościeliskiej w Tatrach Zachodnich. Znajduje się w orograficznie prawych zboczach Wąwozu Kraków i powyżej jego dna. Ma strome dno i otoczony jest z wszystkich stron ściankami, które bez większych trudności można pokonać tylko w niektórych miejscach. Od północy wznoszą się nad nim ściany Saturna, od zachodu Saturna i Ratusza, od wschodu urwiska grzędy opadającej z okolic Przełęczy za Saturnem na południe, do dna Wąwozu Kraków. Urwiska te porasta las urwiskowy i są trudne do przejścia. Na południe, do dna Wąwozu Kraków opada z kotła niewielki i piarżysty żlebek. Stanowi on najłatwiejszy sposób dotarcia do kotła. Można też zejść do kotła ciągiem półek i rynien spod południowej ściany Ratusza. Drogi te opisuje Władysław Cywiński w 3. tomie szczegółowego przewodnika Tatry.